# Britta Egetemeier
Britta Egetemeier (geboren am 9. Januar 1971) ist eine deutsche Verlegerin. Sie gehört der Geschäftsführung der Penguin Random House Verlagsgruppe an.

## Leben
Egetemeier ist studierte Sozialwissenschaftlerin und Absolventin der Deutschen Journalistenschule. Sie begann ihre Karriere als Lektorin für die Verlage Econ und Ullstein. 2001 übernahm sie im Piper Verlag die Programmleitung Wissenschaft und Gesellschaft.
2009 wechselte Egetemeier zur damaligen Verlagsgruppe Random House. Dort übernahm sie die Programmleitung Sachbuch des Knaus Verlags. Ab Frühjahr 2017 war Egetemeier Verlagsleiterin für DVA Literatur, Knaus, Manesse und Siedler und außerdem mit Wolfgang Ferchl für die Entwicklung und Einführung des Hardcoverprogramms des neu gegründeten Penguin Verlags verantwortlich.
2020 wurde Egetemeier in die Geschäftsführung der Penguin Random House Verlagsgruppe berufen. Sie trägt dort die verlegerische Verantwortung für C. Bertelsmann, Blanvalet, Diederichs, DVA, das Gütersloher Verlagshaus, Kösel, Limes, Manesse, Pantheon, Penguin, Penhaligon und den Siedler Verlag.
Für den Zeitraum ab September 2024 gehört Egetemeier dem Beirat der Leipziger Buchmesse an.